# Me gustas tú (programa de televisión)
Me gustas tú fue un programa de televisión del género Dating Show estrenado por Telecinco el 26 de agosto de 2002.

## Formato
Adaptación del formato italiano Mi piaci tu, el objeto del concurso consistía en encontrar pareja. En cada programa un chico o una chica, después de un día entero con dos chicas o dos chicos (siempre había un/a participante y dos personas de su sexo opuesto) tenía que elegir a uno de ellos/as, el/la que más le gustase. El/la no seleccionado/a se marchaba sin nada, y la pareja formada pasaba la noche en una casa de campo.
El juego se desarrollaba a base de pruebas que se iban haciendo para que los concursantes se pudieran conocer. Cenaban juntos y luego cada uno se iba a su habitación. A la "Hora Bruja", las 00.00, si realmente se habían gustado tenían que salir al salón de la casa y eso querría significar que quieren ser pareja.
Si uno de ellos no sale no hay pareja. 
El programa fue presentado en voz en off por la actriz gallega Teté Delgado.